# Артекона де Томпсон, Мария Луиса
Мари́я Луи́са Артеко́на де То́мпсон (исп. María Luisa Artecona de Thompson, 12 июля 1919, Гуарамбаре, Центральный департамент — 10 декабря 2003, Асунсьон) — парагвайская писательница.

## Биография

### Детство и юность
Мария Луиса Артеконе родились в городке Гуарамбаре в Центральном департаменте в семье Гильермо Артеконы и Марии Карденас. Свои первые шаги в литературе она сделала в родном городе. В юном возрасте она переехала в Асунсьон и поселилась с родителями в районе Сантисима-Тринидад (в переводе — «Святая Троица»), месте, которое во многом стало источником вдохновения для её творчества.

### Образование
После окончания школы она поступила в Школу гуманитарных наук, который позже стал Философским факультетом Национального университета Асунсьона. В итоге она получила образование в области философии и литературы, став бакалавром искусств. Будучи студенткой, она присоединилась группе интеллектуалов, возглавлявших Философский факультет, и впоследствии она стала преподавателем университета в районе Кастельяно.

### Карьера и творчество
Мария Луиса также преподавала литературу и испанский язык в государственных и частных школах и колледжах. На Философском факультете Национального университета Асунсьона, расположенном в Итапитапунте, Артеконе стала создавать стихотворения и рассказы, ориентированные на детей. С начала 1950-х годов вместе с коллегами она написала ряд совместных произведений в жанре детской литературы.

Я прочёл несколько парагвайских стихотворений, и мне очень понравилось «Ло Гри» Марии Луисы Артеконы де Томпсон. Оно замечательное! Чтение этого стихотворения на прошлой неделе — ночью под ритм проливного дождя, бьющего по потолку моей комнаты, — было для меня волнующим. Мне так понравилось, что я разместил это стихотворение на странице нашего издательства Perceval Press. Когда я вернусь в Парагвай, я сделаю всё от меня зависящее, чтобы поездить по стране и узнать её намного лучше. То, что я увидел в Парагвае, напомнило мне запахи и флору аргентинского Чако, с которым я познакомился в детстве.— Вигго Мортенсен, июнь 2009, 
За упорство и преданность своей работе Мария Луиса Артекона де Томпсон была выбрана в качестве советника Департамента распространения культуры Министерства образования и культуры Парагвая, где она проработала много лет до выхода на пенсию. Она была известна как поэт, драматург и рассказчик. Особенно выделялись её произведения для детей, переносивших маленьких читателей в сказочные миры.

### Последние годы
Мария Луиса была замужем за журналистом Роберто Томпсоном Молинасом, у супружеской пары было четверо детей: сыновья Роберто и Уго, дочери Моника и Жаклин. Ещё при жизни Марии умер сын Роберто. Мария Луиса умерла в Асунсьоне 10 декабря 2003 года в возрасте 84 лет. Менее чем через год, 1 августа 2004, в торговом центре «Икуа-Боланьос» в крупнейшем пожаре в истории Парагвая погиб другой её сын, Уго.